# Землетрясения в Пуэрто-Рико (2010)
Землетрясения в Пуэрто-Рико 2010 года — ряд мощных землетрясений магнитудой до 5,8, произошедших в 2010 году в Пуэрто-Рико.
Первое из них, магнитудой 5,8 произошло 16 мая 2010 года в 05:16:10 (UTC) в Пуэрто-Рико, в 4,6 км к востоку от Мока. Гипоцентр землетрясения располагался на глубине 113,0 км.
Землетрясение ощущалось в: Адхунтас, Агуада, Анаско, Барранкитас, Хаюя, Ларес, Лас-Марияс, Марикао, Маягуэс, Мока, Моровис, Ороковис, Понсе, Сан-Герман, Сан-Себастьян, Утуадо, Вильальба и других населённых пунктах Пуэрто-Рико. Подземные толчки ощущались также в Отра-Банда и Санто-Доминго (Доминиканская Республика), а также на Виргинских островах.
В результате землетрясения незначительные повреждения получили дома в городах Ларес и Вега-Баха. В Утуадо произошёл оползень. Один человек был госпитализирован, экономический ущерб от землетрясения составил менее 1,8 млн долларов США.

## Повторные землетрясения

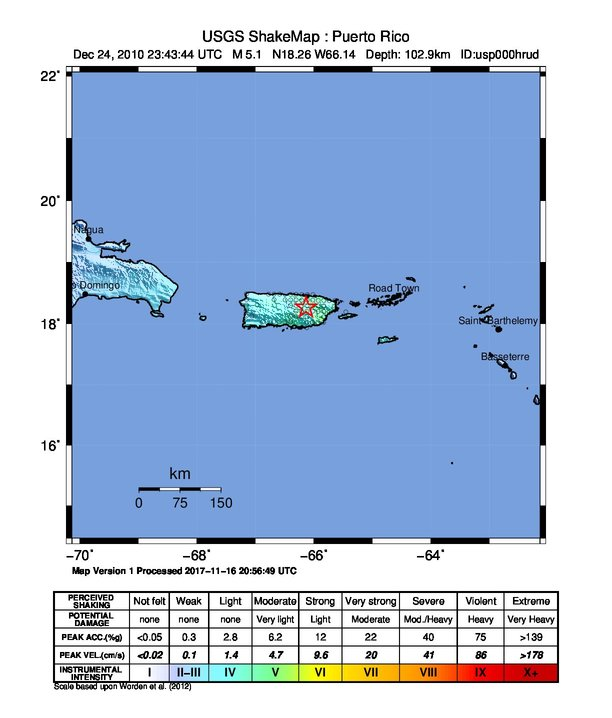
Карта сейсмической активности 24 декабря 2010 года

24 декабря 2010 года в 23:43:44 (UTC) в этом же регионе, на глубине 102,9 км произошло повторное землетрясение магнитудой 5,1. Его эпицентр находился в 3,4 км к западу от Агуас-Буэнас. Подземные толчки ощущались в столице Пуэрто-Рико, Сан-Хуане, в центральных районах и на севере страны, а также на Американских Виргинских островах — Сент-Томас, Санта-Крус, Сент-Джон. Землетрясение ощущалось и на острове Тортола (Британские Виргинские острова). Сообщений о жертвах и разрушениях не поступало.

## Тектонические условия региона
Обширное разнообразие и сложность тектонических режимов характеризует периметр Карибской плиты, включающей не менее четырёх основных плит (Северо-Американская плита, Южно-Американская плита, Наска и Кокос). Наклонные зоны глубоких землетрясений (зоны Вадати — Бениофа), океанические впадины и дуги вулканов ясно указывают на субдукцию океанической литосферы вдоль границ Центральной Америки и Атлантического океана в пределах Карибской плиты. В то же время сейсмичность земной коры в Гватемале, северной Венесуэле, а также в районе хребта Кайман и жёлоба Кайман указывают на трансформные разломы и присдвиговые впадины.
Вдоль северного края Карибской плиты Североамериканская плита движется на запад относительно Карибской плиты со скоростью приблизительно 20 мм/год. Движение осуществляется вдоль нескольких основных трансформных разломов, в том числе вдоль разлома Суон-Айлендс и разлома Ориенте, которые простираются на восток от острова Роатан до Гаити. Эти разломы проходят по южной и северной границам жёлоба Кайман. Далее на восток, от Доминиканской Республики до острова Барбуда, относительное движение между Северо-Американской и Карибской плитой становится всё более сложным и частично обеспечивается почти параллельной дугой субдукции Северо-Американской плиты под Карибскую плиту. Это приводит к формированию глубоководного жёлоба Пуэрто-Рико и зоны землетрясений с промежуточным фокусом в субдуцированной плите (глубина 70—300 км). Хотя считается, что зона субдукции в Пуэрто-Рико способна вызвать мегаземлетрясение, в прошлом столетии таких событий не было. Последним событием, вероятно связанным с этой сейсмической зоной, было землетрясение 2 мая 1787 года, которое ощущалось по всему острову. Имеются документальные свидетельства разрушений по всему северному побережью, включая Аресибо и Сан-Хуан. С 1900 года в этом регионе произошли два крупных землетрясения: землетрясение Самана магнитудой 8.0 4 августа 1946 года в северо-восточной части острова Гаити и землетрясение магнитудой 7,6 в проливе Мона 29 июля 1943 года, оба из которых были неглубокими. Значительная часть движения между плитой Северной Америки и Карибской платформой в этом регионе сопровождается серией левосторонних разломов, которые делят пополам остров Гаити — в частности, разлом Ориенте на севере и Энрикильо-Плантэйн-Гарден на юге. Сейсмичность, связанная с системой разломов Энрикильо-Плантэйн-Гарден, наглядно характеризуется разрушительным ударным землетрясением магнитудой 7,0 на Гаити 12 января 2010 года, связанными с ним афтершоками и сопоставимым землетрясением в 1770 году.
На востоке и на юге граница плиты изгибается вокруг Пуэрто-Рико и северных Малых Антильских островов, где вектор движения плиты Карибской плиты относительно плит Северной и Южной Америки менее наклонен, что приводит к активной тектонике островной дуги. Здесь плиты Северной и Южной Америки проходят к западу под Карибской плитой вдоль Малых Антильских островов со скоростью около 20 мм/год. В результате этого взаимодействия в субдуцированных плитах происходят землетрясения с промежуточным фокусом и образуется цепочка активных вулканов вдоль островной дуги. Хотя Малые Антильские острова считаются одним из наиболее сейсмически активных регионов в Карибском бассейне, немногие землетрясения за последнее столетие имели магнитуду больше 7,0. В Гваделупе 8 февраля 1843 года произошло одно из самых крупных землетрясений с предполагаемой магнитудой более 8,0. Самым крупным недавним землетрясением средней глубины, произошедшим около дуги Малых Антильских островов было землетрясение магнитудой 7,4 на Мартинике, произошедшее 29 ноября 2007 года к северо-западу от Фор-де-Франс.
Южная граница Карибской плиты с платформой Южной Америки простирается с востока на запад через Тринидад и западную Венесуэлу, где плиты перемещаются с относительной скоростью около 20 мм/год. Эта граница характеризуется в основном трансформными разломами, в том числе разломом Централ-Рейндж и разломами Боконо-Сан-Себастьян-Эль-Пилар и неглубокой сейсмичностью. С 1900 года крупнейшими землетрясениями, произошедшими в этом регионе, были землетрясение в Каракасе 29 октября 1900 года и землетрясение магнитудой 6,5 29 июля 1967 года вблизи этого же региона. Дальше к западу широкая зона сжимающей деформации отклоняется к юго-западу через западную Венесуэлу и центральную Колумбию. Граница плит не очень чётко определена в северо-западной части Южной Америки, но деформация переходит от конвергенции Карибского бассейна и плиты Южной Америки на востоке к конвергенции плиты Наска и Южной Америки на западе. Зона перехода между субдукцией на восточном и западном краях Карибской плиты характеризуется диффузной сейсмичностью, включающей землетрясения с малой и средней магнитудой (М <6,0) на малых и средних глубинах.
Граница плит у берегов Колумбии также характеризуется конвергенцией, при которой плита Наска погружается под Южно-Американскую плиту с восточной стороны со скоростью около 65 мм/год. Землетрясение магнитудой 8,5, произошедшее 31 января 1906 года, произошло на мелководной границе этого сегмента плиты. Вдоль западного побережья Центральной Америки плита Кокос субдуцирует на востоке под Карибскую плиту в зоне Центральноамериканского жёлоба. Скорость конвергенции колеблется между 72—81 мм/год, уменьшаясь к северу. Эта субдукция приводит к относительно высоким скоростям сейсмичности и цепочке многочисленных действующих вулканов; землетрясения промежуточного фокуса происходят в пределах субдуцированной плиты Кокос на глубине почти 300 км. С 1900 года в этом регионе произошло много умеренных землетрясений средней глубины, включая землетрясение магнитудой 7,4 в Сальвадоре 7 сентября 1915 года и землетрясение в Коста-Рике 5 октября 1950 года магнитудой 7,8.
Граница между плитами Кокос и Наска характеризуется серией трансформных разломов, простирающихся с севера на юг и центров распространения горных пород в направлении с запада на восток. Самая большая и наиболее сейсмически активная из этих границ трансформации — Панамская зона разломов. Она начинается на юге в Галапагосской рифтовой зоне и заканчивается на севере в Центральноамериканском жёлобе, где она является частью тройного соединения Кокос—Наска—Карибский бассейн. Землетрясения вдоль Панамской зоны разлома, как правило, являются мелкими, от слабых до промежуточных магнитуд (М <7,2) и представляют собой характерно правосторонние разломные землетрясения. С 1900 года самым большим землетрясением, произошедшим в Панамской зоне разлома, было землетрясение магнитудой 7,2 26 июля 1962 года.